# Madame de Villeblanche (écrivaine)
Ne doit pas être confondu avec Madame de Villeblanche (compositrice).
Madame de Villeblanche, dite aussi Madame de Villebranche, née Blanche Daudville le 19 février 1835 à Saint-Quentin et morte le 12 août 1880 à La Chapelle-Gauthier, est une écrivaine française, auteure d’ouvrages pour la jeunesse et fondatrice de la revue pour enfants La Poupée modèle.

## Biographie

### Jeunesse et famille
Blanche Daudville naît en 1835 à Saint-Quentin, fille d'Alphonse Aimé Joseph Daudville et de Clémentine Émilie Bavart, son épouse.
En 1873, elle épouse à Paris Louis Alfred Seuriot, rentier.

### Carrière
En 1853, établie à Saint-Quentin, Blanche Daudville passe avec succès l'examen du brevet d'institutrice.
À partir de 1863, elle prend en littérature le nom de Villeblanche, Villebranche (et Seuriot après son mariage). Cette année-là, elle devient la directrice de publication de la nouvelle revue La Poupée modèle,, version pour petites filles du Journal des demoiselles fondé en février 1833. Les textes sont rédigés de façon à donner l'impression qu'ils sont écrits par les poupées elles-mêmes, selon un procédé à la mode à l'époque. La revue contient des historiettes, des jeux, des recettes de cuisine, des astuces et des patrons de couture, des bons conseils. Quelques articles conseillent les mères sur l’éducation de leurs petites filles ou les achats à effectuer.
Madame de Villeblanche publie par ailleurs plusieurs romans pour enfants, mettant en scène des poupées ou des fillettes.
Elle meurt prématurément en 1880, en son domicile de La Chapelle-Gauthier. Elle est inhumée six jours plus tard au cimetière de Montmartre.

## Publications

### Romans
- Souvenirs de Charmante, Paris, Vermot, 1865 lire en ligne sur Gallica
- Chiffonnette, histoire d’une petite fille qui n’était pas sage tous les jours, Paris, Vermot, 1865 lire en ligne sur Gallica
- Contes d'une vieille poupée, recueillis par Mme de Villeblanche, Paris, Théodore Lefèvre, 1873 lire en ligne sur Gallica
- Trois Jeunes Filles, souvenirs de douze ans, Paris, Bernardin-Béchet, 1876 lire en ligne sur Gallica
- Les Petites Filles peintes par elles-mêmes, Paris, Bernardin-Béchet, 1878
- Une poupée comme on en voit peu, Paris, Bernardin-Béchet, 1878, « collection Azur »[12]

### Revues
- La Poupée modèle : directrice de publication de 1863 à 1880
- La Mère gigogne, almanach des petits enfants rédigé et illustré par des grands (puis Almanach de La Poupée modèle) : rédactrice[13]